# 둔 (건축물)

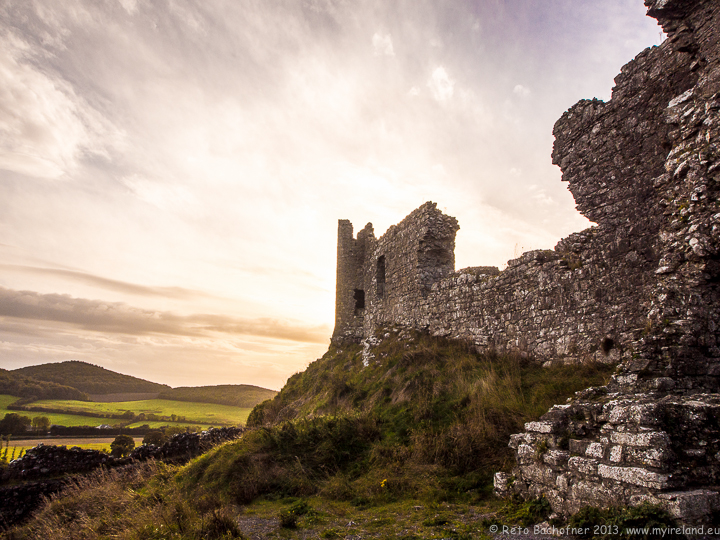
아일랜드 중부의 둔 마스크. 아일랜드의 국립기념물로 지정되어 있다.

둔(아일랜드어: dún, 스코틀랜드 게일어: dùn)은 고중세 브리튼 제도에 지어진 요새들이다. 기본적으로 언덕 위의 요새이며, 또한 대서양 원형가옥의 일종이기도 하다. 게일어에서 "둔"은 그 자체로 요새라는 뜻이며, 웨일스어로 "도시"를 의미하는 디나스(dinas)와 어원을 공유한다.
둔은 기원전 7세기에 켈트족이 브리튼 제도에 상륙하면서 퍼진 건축양식으로 생각된다. 초기의 둔은 돌과 나무를 쌓은 수직성곽을 가졌다. 또 내벽과 외벽의 이중벽을 쌓기도 했다. 유리요새들은 나무는 불타고 돌은 녹아서 유리화된 둔의 폐허유적이다.
둔은 브라흐와 유사하지만 그보다 크기가 작고 높이가 낮다. 스코틀랜드의 아우터헤브리디스 일대에 둔이 많이 남아 있다.